# 中谷カイト
中谷 カイト（なかたに かいと、1982年12月23日 - ）は、日本の元AV女優。
スペイン出身。趣味・特技：音楽鑑賞、ダンス、バスケットボール、歌、デザイン。

## 略歴
2002年にAVデビュー。日本とスペインのハーフ。
2003年頃に引退。

## 作品

### アダルトビデオ
2002年
- FIRST NUDE ～魅せられてイカされて～ (3月15日、MOODYZ)
- AV-X international (4月15日、MOODYZ)
- Wild Thing! 5 (4月24日、桃太郎映像出版)
- 中谷カイトの東京パラダイス (5月1日、ワンズファクトリー)
- Angel (7月8日、アイデアポケット)
- 天然エロ娘 (9月6日、TMA)
- 凌辱鮫 3 (9月25日、月光)
- ホステス (10月17日、ドリームチケット)…オムニバス作品
- GOLDEN LUCKY!! 03 (10月17日、ドリームチケット)…オムニバス作品
- 絶頂クライマックススペシャル (11月1日、MOODYZ)…総集編
- インテリズム Glasses 02 (11月9日、ドリームチケット)…オムニバス作品
- Back! Hip! Fuck! (11月15日、MOODYZ)…総集編
- ギャングバング (11月22日、桃太郎映像出版)
- BEST HIT 2002年 ドリームチケット 下半期総集編 (12月5日、ドリームチケット)…総集編

2003年
- オナニー・トーイズ・ストーリー (1月24日、桃太郎映像出版)…オムニバス作品
- 爆乳ロデオドライヴ (2月15日、MOODYZ)…総集編
- CHARMS 桃太郎2002年下半期を代表するカワイイ娘をPICK UP (3月15日、桃太郎映像出版)…総集編
- ゴージャス・アイズからの贈り物 (5月1日、桃太郎映像)…総集編
- 龍縛愛玩調教 24 (5月8日、アタッカーズ)
- Angel Premium Vol.5 (5月8日、アイデアポケット)…総集編
- ムーディーズ女優コレクション 4 (5月15日、MOODYZ)…総集編
- ハメ撮り BEST (6月1日、MOODYZ)…総集編
- 凌辱鮫 総集編 1 (7月23日、月光)…総集編
- アンダルシアの淫獣 (8月1日、マルクス兄弟)
- アンチ痴女11人隊 Disc.1 (8月3日、忠実堂)…オムニバス作品
- ERO-BATTLE 3 藤森かおり vs 中谷カイト (9月9日、ハヤブサ)
- 脚線美 3 (9月9日、ハヤブサ)…オムニバス作品
- ERO DEVIL (9月27日、V&Rプランニング)…オムニバス作品
- Angel HYPER 特濃ザーメンセレクション (10月8日、アイデアポケット)…総集編
- 巨乳 BEST (12月1日、MOODYZ)…総集編
- 痴女レズ (12月19日、ワイルドサイド)
- イイオンナ狩り (12月19日、うまなみ。)…オムニバス作品

2004年
- マルクスシスターズ 4時間 DX (2月1日、マルクス兄弟)…総集編
- もしもこんな痴女がいたら…。 (2月20日、うまなみ。)…オムニバス作品
- いいオンナ 4時間 (5月21日、ミリオン)…総集編
- すけべな女SP 2 牝10匹のストーリー [第三章] (6月15日、ハヤブサ)…総集編
- うまなみ。プレゼンツ3 痴女 4時間 (9月3日、ミリオン)…総集編
- the 痴女 ～私に犯されたいんでしょ?～ (10月1日、マルクス兄弟)…総集編

2005年
- 龍縛愛玩調教 アンソロジー (4月8日、アタッカーズ)…総集編
- 月光年鑑 第2集 ヌキ所カケ所4時間!! (7月15日、月光)…総集編

2006年
- イイオンナ狩り ベスト20人120分 スペシャル (1月20日、うまなみ。)…総集編
- もしもこんな痴女がいたら…。ベスト20人120分 スペシャル (2月17日、うまなみ。)…総集編